# La città del piacere
La città del piacere (The Las Vegas Story) è un film del 1952 diretto da Robert Stevenson.

## Trama
Linda Rollins, ex cantante di locali notturni, ritorna a Las Vegas in compagnia del marito Lloyd, affarista con grossi guai finanziari che intende giocarsi i gioielli della moglie all'insaputa di lei. A Las Vegas Linda ritrova vari amici e anche Dave, un poliziotto con il quale in passato ebbe una relazione. La donna incontra poi il detective di una società di assicurazioni che ha il compito di sorvegliare i suoi preziosi allo scopo di impedire che il marito simuli un furto per rivenderli di nascosto. Quando il direttore di una casa da gioco verrà assassinato e derubato della collana di Linda impegnata dal marito, i sospetti ricadranno naturalmente su quest'ultimo; interverrà allora Dave per far luce sul caso.

## Produzione
Il film fu prodotto dalla RKO Radio Pictures. Venne girato in Nevada, a Las Vegas

## Distribuzione
Distribuito dalla RKO Radio Pictures, il film – presentato da Howard Hughes – uscì nelle sale cinematografiche USA il 30 gennaio dopo essere stato presentato in prima a New York il 1º gennaio 1952.